# جزیره آندامان جنوبی
جزیره آندامان جنوبی (انگلیسی: South Andaman Island) جنوبی‌ترین جزیره آندامان بزرگ است و بیشتر جمعیت جزایر آندامان را در خود جای داده‌است. این منطقه به ناحیهٔ اداری آندامان جنوبی، بخشی از قلمرو اتحادیه هند در جزایر آندامان و نیکوبار تعلق دارد.این مکان بندر پورت بلر و همچنین پایتخت جزایر آندامان و نیکوبار است.

## تاریخچه
جزیرهٔ آندامان جنوبی در سال ۲۰۰۴ توسط زمین لرزه و سونامی اقیانوس هند ضربه خورد و منجر به کشته شدن بسیاری در این جزیره شد.